# Lectotypella rawa
Lectotypella rawa är en insektsart som beskrevs av Irena Dworakowska 1981. Lectotypella rawa ingår i släktet Lectotypella och familjen dvärgstritar.
Artens utbredningsområde är Sri Lanka. Inga underarter finns listade i Catalogue of Life.